# 監察院廳舍
監察院廳舍，原稱台北州廳舍或台北州廳，是一棟位於臺灣台北市中正區的衙署建築，於日治時期為行政區劃台北州的行政中心，當前登錄為國定古蹟。

## 歷史

### 日治時期

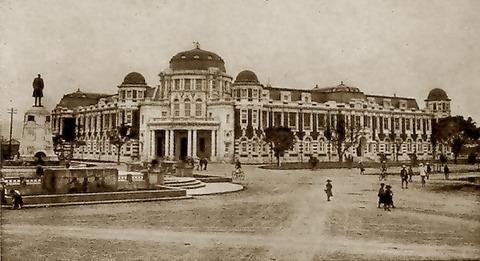
日治時期的台北州廳舍

#### 台北廳舍時期
台灣日治時期初期，台灣總督府於台灣北部設置的台北縣及其後的台北廳均以清治時期的台北府府署為辦公廳舍，到了後期才於原廳舍的正東方規畫建築新的廳舍——即又稱為「台北廳新廳舍」的台北州廳。台北州廳廳舍在1912年至1915年期間建造主體工程，1915年4月24日舉行落成式啟用，隔年再繼續擴建。

#### 台北州舍時期
1920年地方行政區劃變更，成立台北州，直至日治時期結束為止，本廳舍則稱「台北州廳舍」交由行政機關使用。

### 戰後至今

#### 台灣省府時期
1945年8月14日日本投降、中華民國接收台灣，台灣省行政長官公署將台北州廳與台北市役所作為辦公廳舍合併使用，合稱「省府大廈」。1957年6月，國民政府實施疏散機關政策，將前身為台灣省行政長官公署的台灣省政府遷移至中興新村，台北州廳因而改作為「台灣省政府台北連絡處」使用。

#### 監察院時期

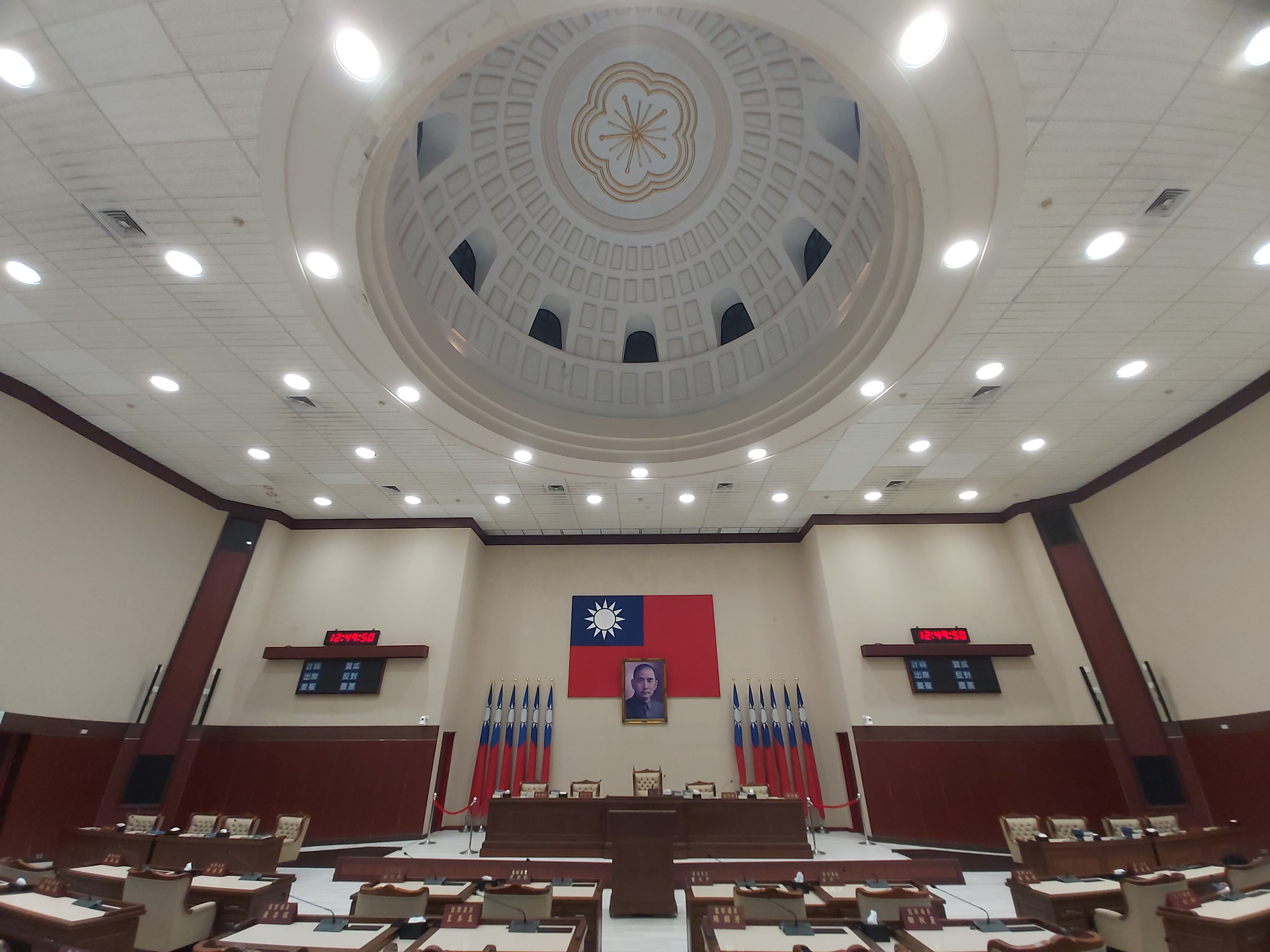
監察院議事廳

1958年行政院進駐台北市役所，對街的台灣省政府台北連絡處再度改作為監察院廳舍使用直至今日，並於1998年7月30日獲內政部「台內民字第8778042號函」指定為國定古蹟至今，當前每星期五上午09時至12時、下午02時至05時，開放一般民眾參觀。

## 建築

### 外觀
監察院廳舍為台灣總督府技師森山松之助的作品，監造部分係由臺北廳所屬技師任監督技師的三浦慶次所擔任；施工則由澤井組承包，依主體工程分為第一、二期，後續工程為第三期共三期施工。台北州廳的第一期工程自1912年啟動；第二期工程接續第一期工程，於1915年完工，並於完工同年的4月24日以「台北廳落成式」為名舉行落成儀式；第三期工程則自1915年啟動，在台北州廳的西南側興建了一棟銜接州廳西翼的兩層高黑瓦磚造建築。
建築風格屬後期文藝復興式建築，在規畫上，以木桁架作為結構，外牆為紅磚牆面；是一座以「曲尺」型平面設計的建築，廳舍的平面呈現「曲尺」型，由位於九十度轉角的圓頂主入口處向左右延伸，擁有相同而不對稱的立面。牆面上裝飾有橢圓突起、四周以花草紋飾的徽章壁飾；同樣以花草紋飾的拱頂石造型圓窗，並設有以圓形拱窗、圓窗、拱形雨庇、貝殼飾排列而成的拱型雨庇。監察院廳舍於1912年起造、1915年落成。
2005年10月，臺北市政府新聞處舉辦市民票選「臺北市十大建築」活動，臺北101、美麗華摩天輪、中正紀念堂、圓山大飯店、總統府、國父紀念館、西門紅樓、新光人壽大樓、中油大樓與臺北之家等十座建築獲選代表臺北市的特色建物，監察院廳舍與臺北市市政大樓則分別名列第11、12位。

### 內部
在監察院廳舍的大廳入口處置有八根托次坎柱式圓柱支撐門廊。挑高15公尺的大廳上置有一座以鋼骨桁架支撐、四周設有12個半圓形「老虎窗」作為通氣之用的突出扁形銅製圓頂，圓頂的外皮以長方形銅片鋪設而成，大廳內則環立4對托次坎柱式雙柱，並設有一座「M」字型的樓梯通往二樓。

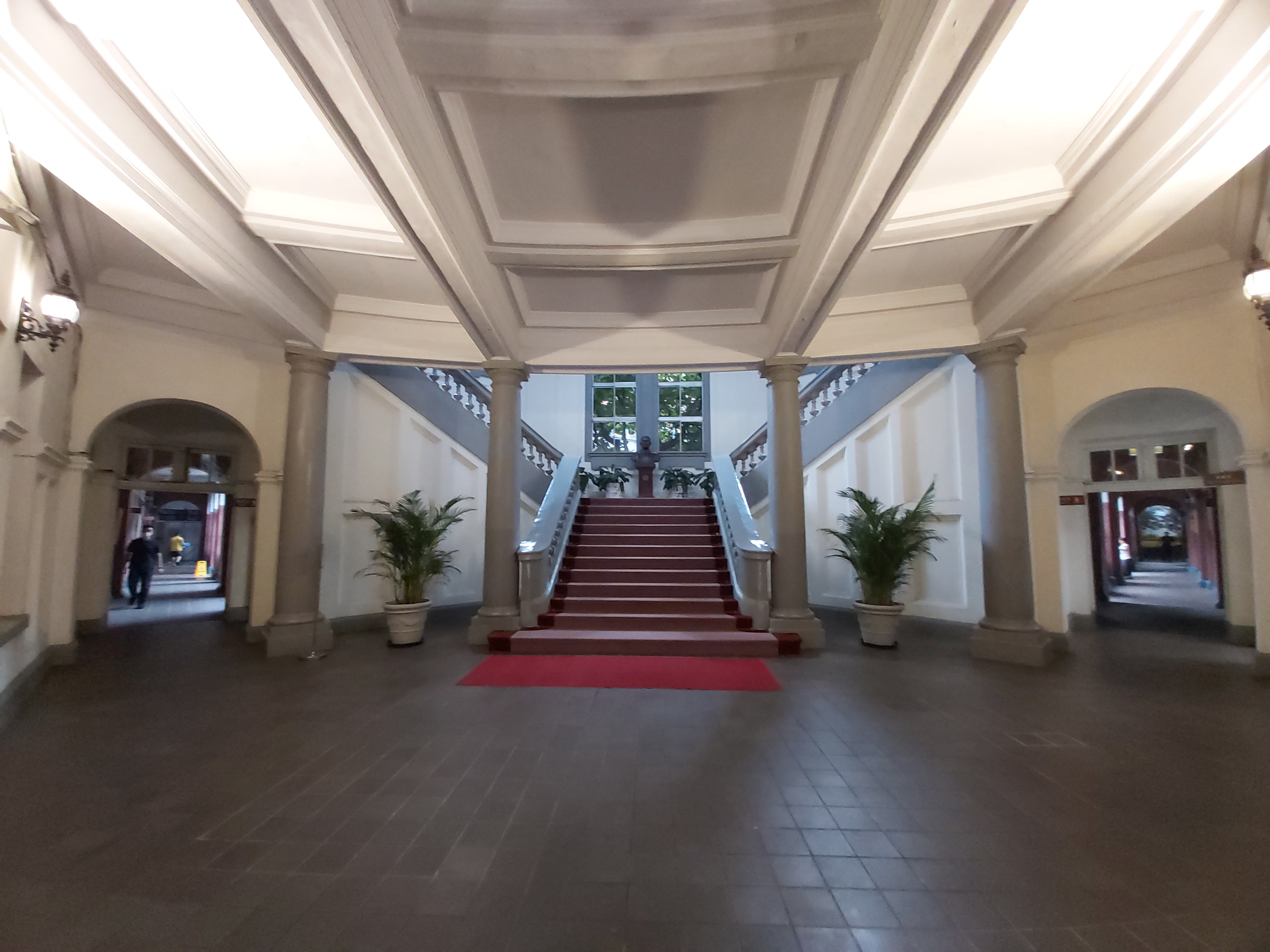
大廳內側
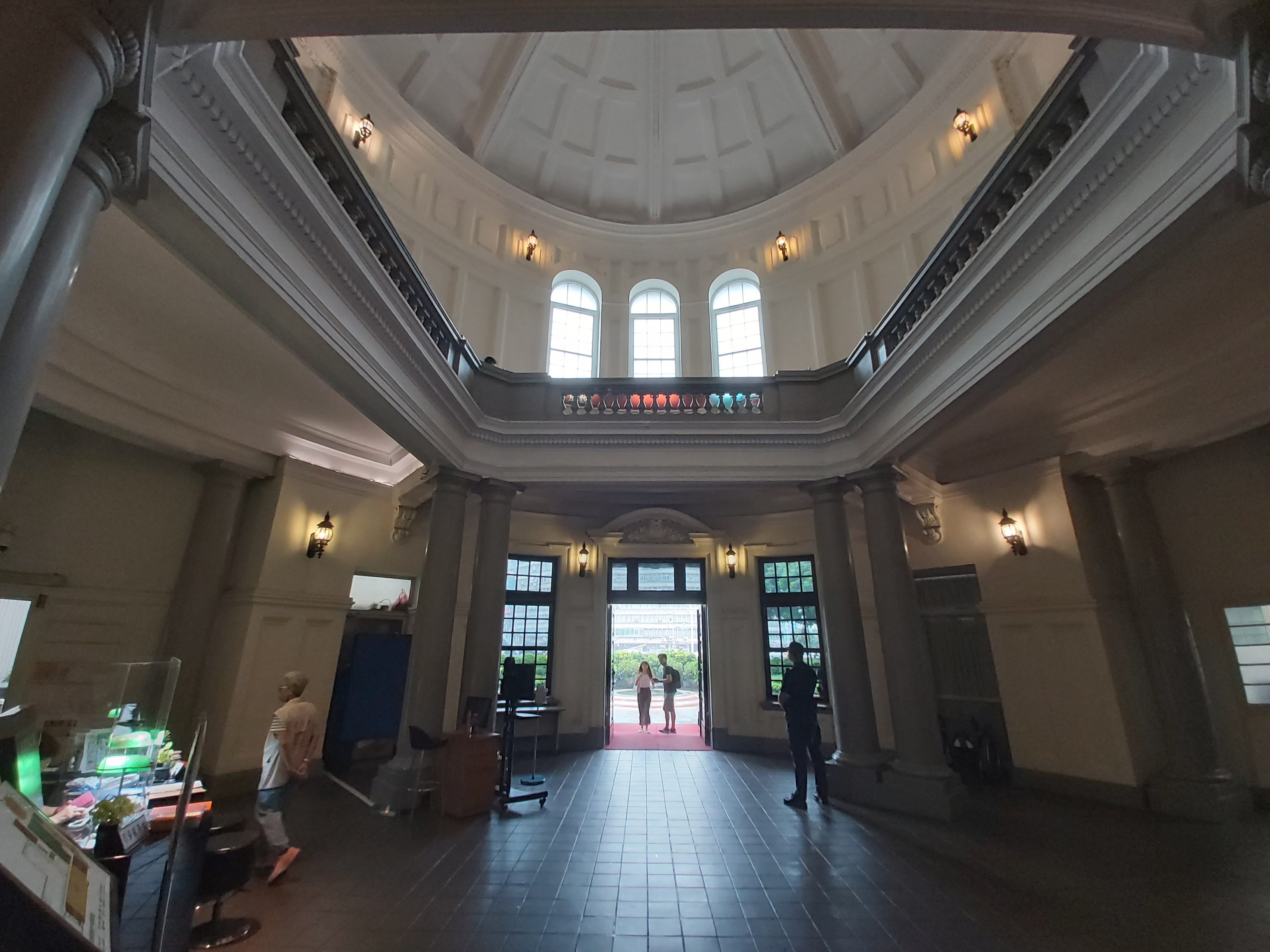
大廳外側
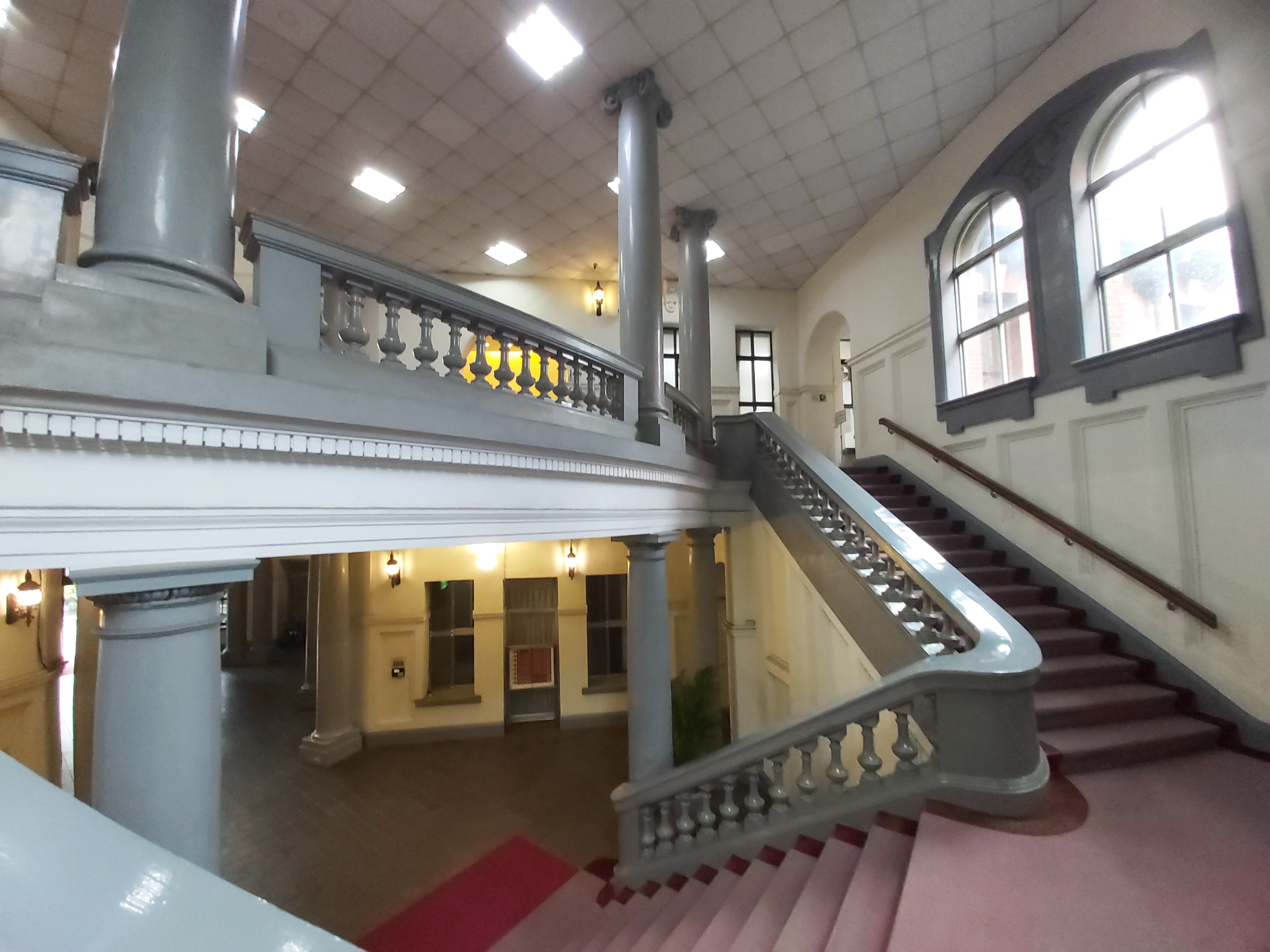
M型樓梯
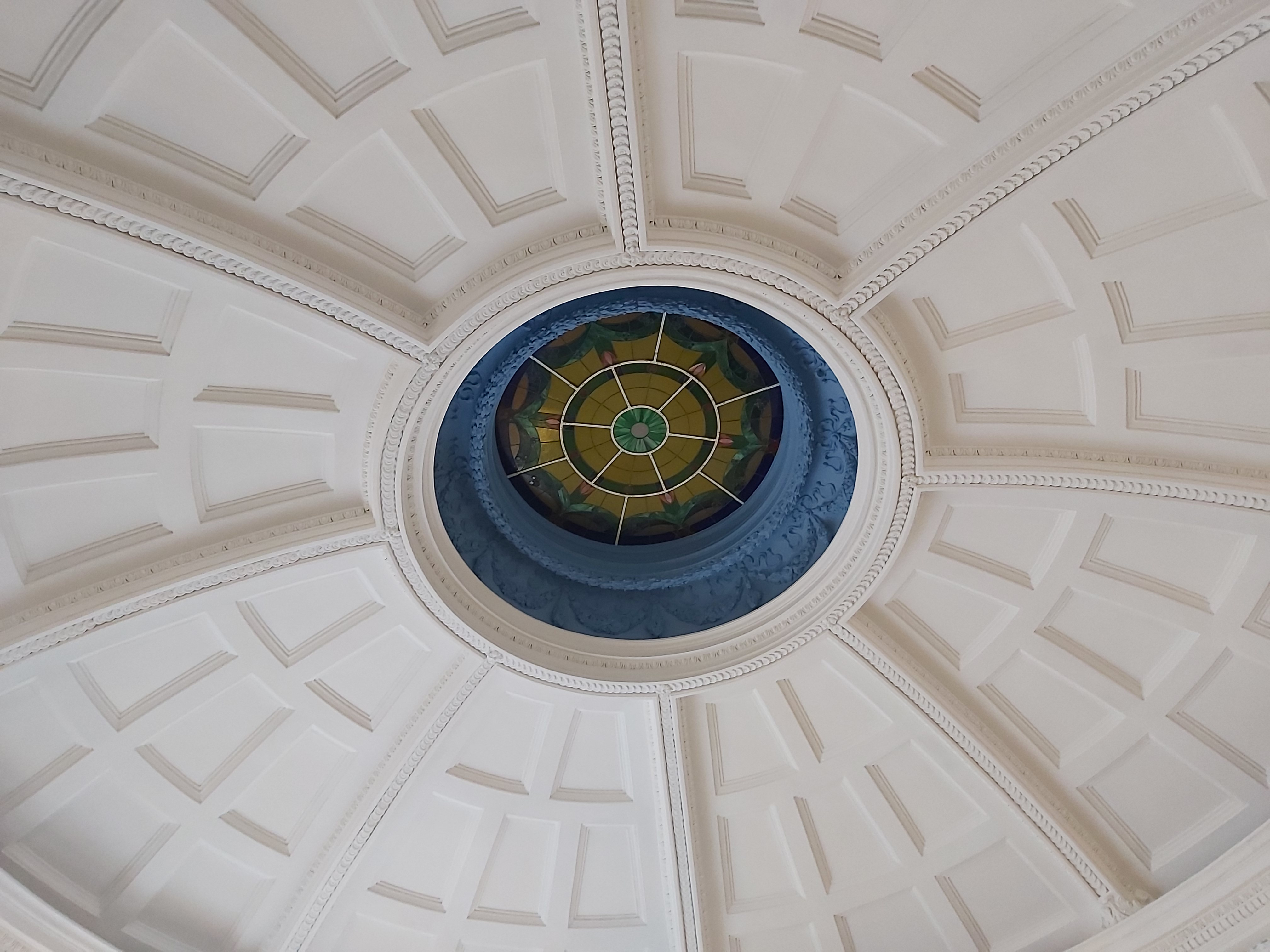
天花板

### 基地
在最初規畫興建台北州廳時，曾在三線路東側提出7個街廊為興建基地。最後考量與舊廳舍的距離及街角位置的優勢，選擇了樺山町的一塊稻田作為建築基地使用。

## 圖片

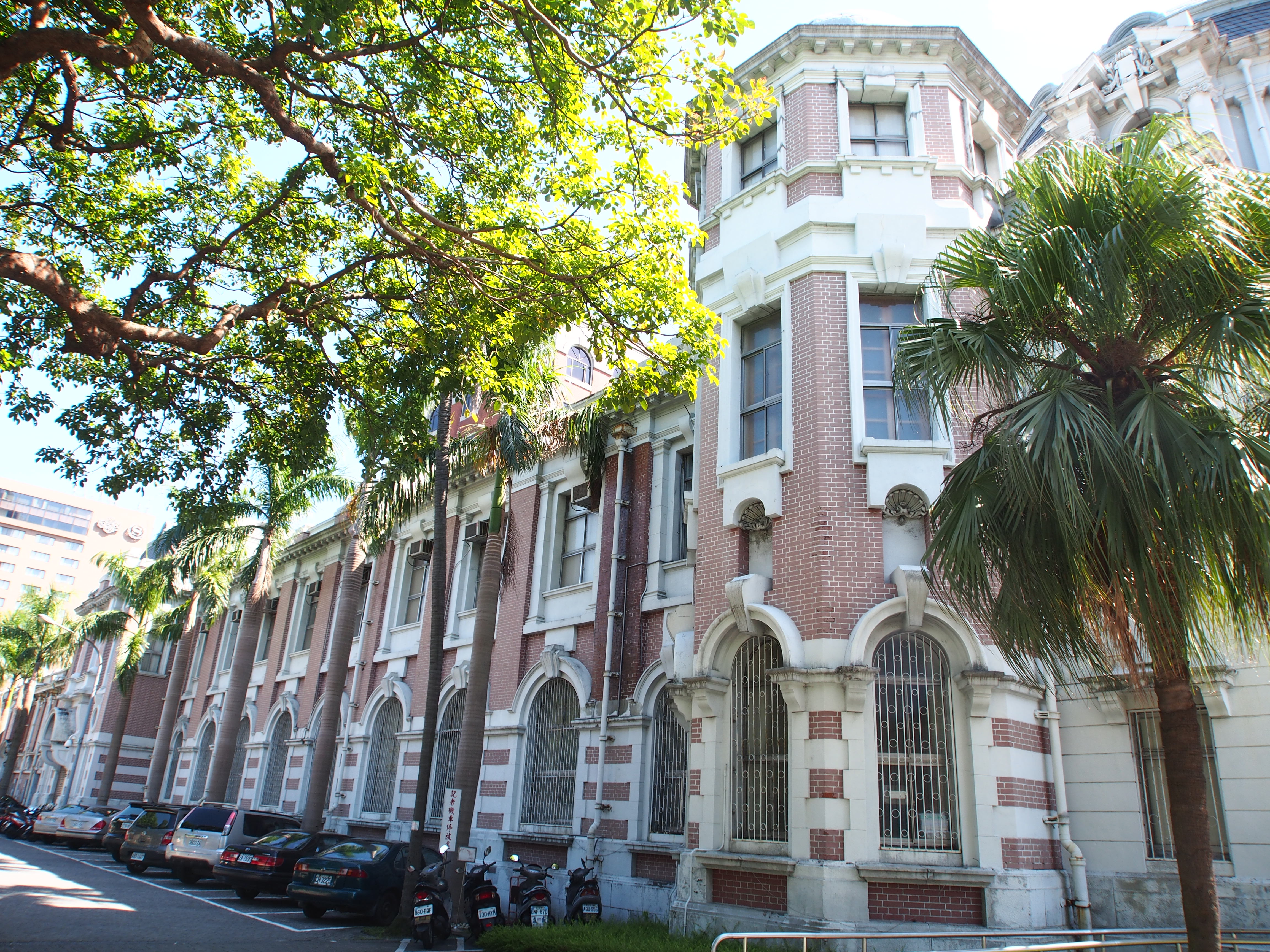
鐘塔
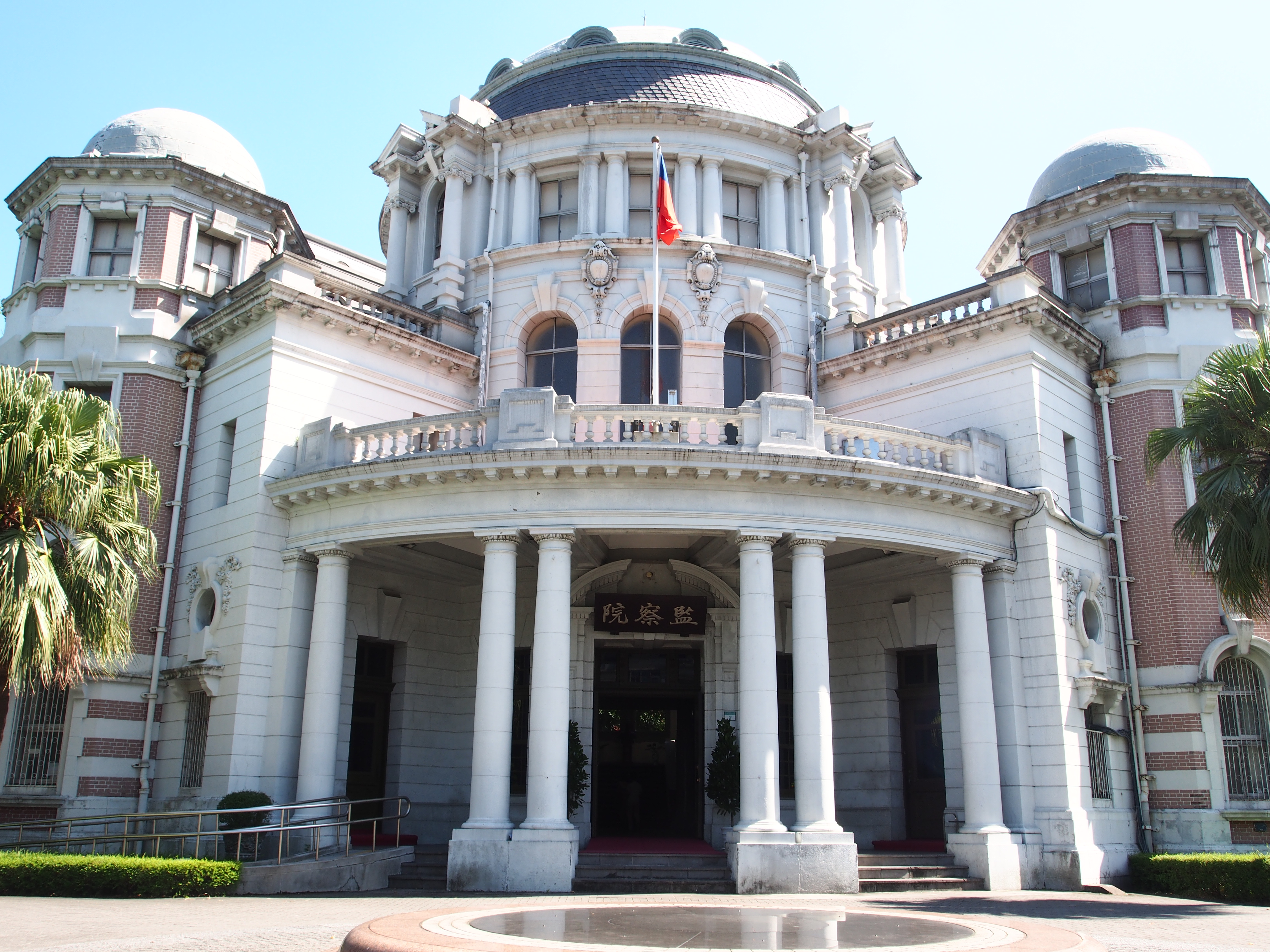
圓柱
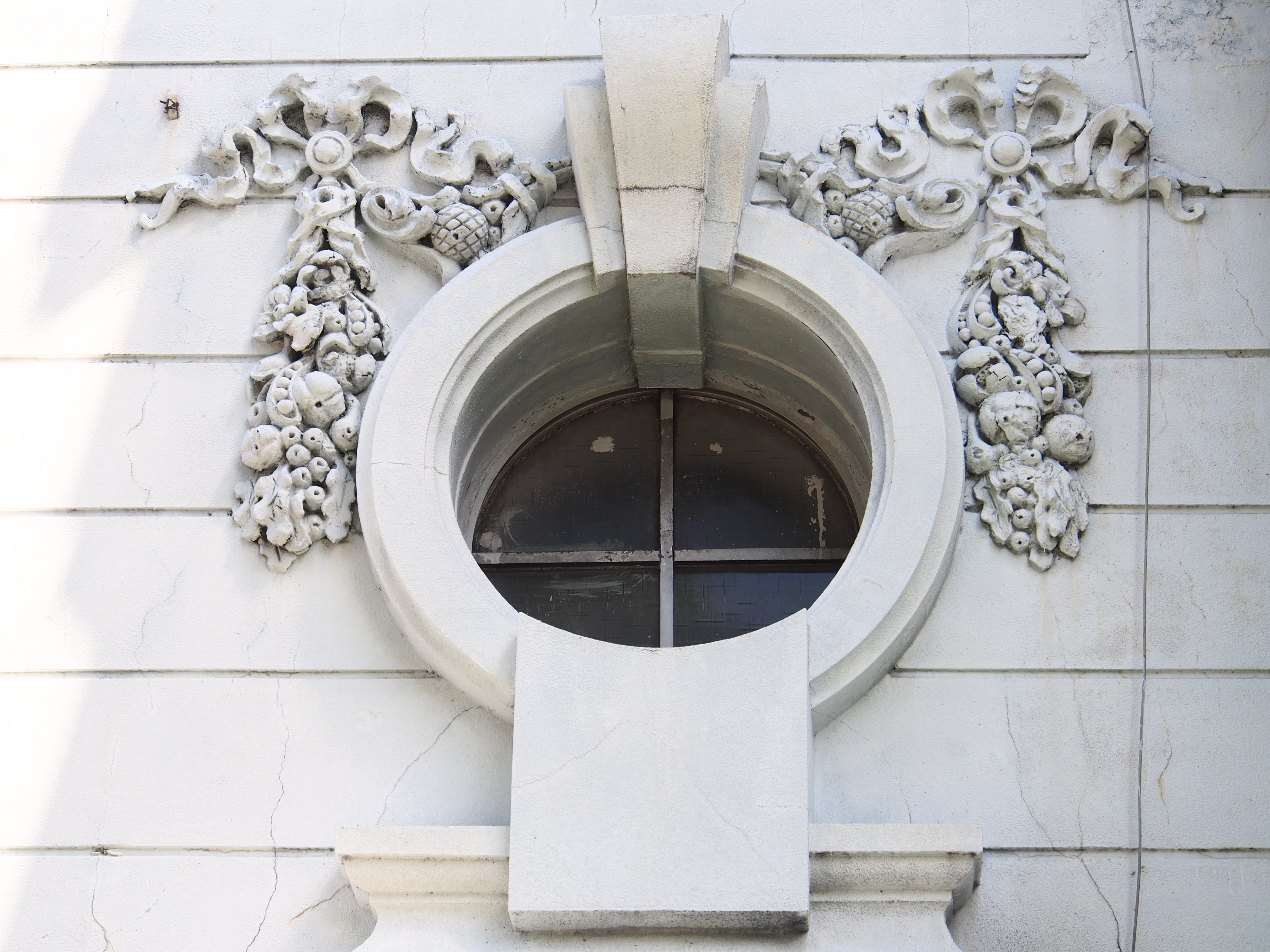
圓窗
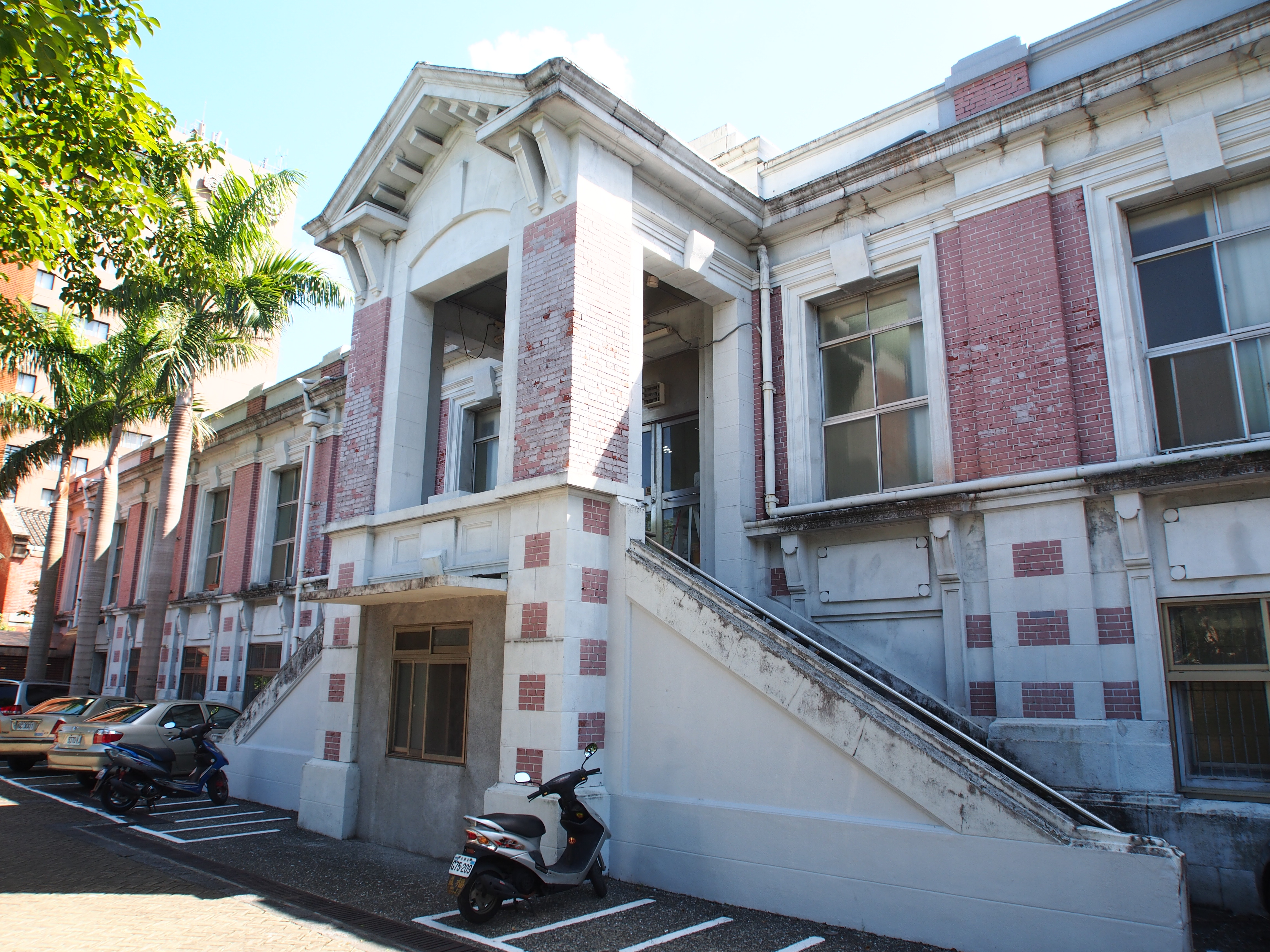

## 外部連結
- 監察院官網 （页面存档备份，存于）